# Colossus (počítač)

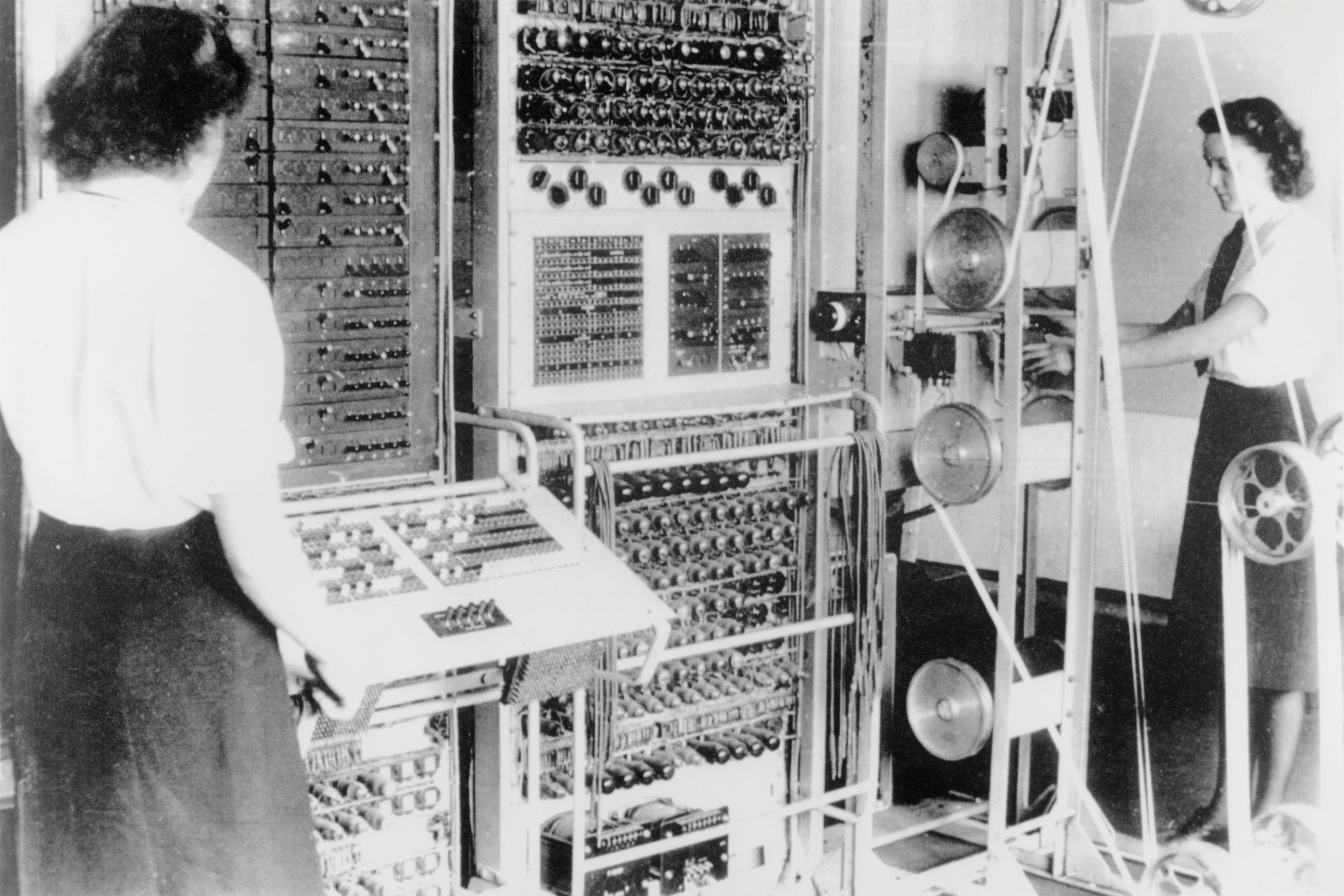
Fotka počítače Colossus

Colossus byl britský počítač, navržený a postavený roku 1943 pro analýzu zachycených německých radiodálnopisných zpráv šifrovaných přístroji Lorenz SZ40 a SZ42 (šifrovací přídavky k běžnému dálnopisu) a Siemens & Halske T52 (úplný šifrovací stroj). Počítač obsahoval 1500 elektronek (verze Colossus Mark II jich měla 2500), což znamená, že Colossus byl největším počítačem své doby (jeho nejbližší konkurent měl 150 elektronek). Uvedení počítače do provozu v roce 1944 zkrátilo luštění zachycených zpráv z týdnů na hodiny. Vylepšená verze Colossus Mark II je považována za první programovatelný elektronický počítač vůbec.

## Účel
Na počátku vzniku počítače Colossus stála rádiová zpráva, kterou zachytila britská policie. Místo dosud obvyklé Morseovy abecedy byl použit Baudotův kód, což naznačovalo, že Němci vyvinuli nové šifrovací stroje (jak se později ukázalo, šlo o typ Lorenz SZ). Zachycený telegram byl ihned předán k analýze Vládní škole kódů a šifer v Bletchley Park. Pro lepší zvládnutí nové šifry byla v Bletchley Park vytvořena samostatná jednotka, ale i tak dešifrování postupovalo velmi pomalu.
V srpnu 1941 jeden z německých kryptografů udělal chybu, když dvě po sobě následující, mírně odlišné rádiové zprávy zašifroval stejným klíčem. Obě zprávy se Britům podařilo zachytit, což dovolilo získat poměrně dlouhou sekvenci generovanou šifrovacím strojem, a to umožnilo určit, že stroj používá 12 šifrovacích rotorů. Na principu šifrování rotory byly uspořádány prakticky všechny známé šifrovací stroje té doby (například M-209, Enigma).
Brzy se ve spolupráci s inženýry z Dollis Hill podařilo sestavit šifrovací stroj, který reprodukoval algoritmus německé šifry. Podařilo se také vytvořit metodu dešifrování zpráv procházením všech druhů[zdroj?] známých nastavení a klíčů. To vyžadovalo hodně času: Britové byli schopni přečíst libovolnou německou šifrovanou zprávu, ale se zpožděním 6–8 týdnů od okamžiku zachycení.
Pro urychlení dekódování zpráv Tommy Flowers navrhl v roce 1943 společně s oddělením Maxe Newmana zcela nový dešifrovací stroj s názvem Colossus. Na začátku roku 1944 byl již v plném proudu poměrně rychlý automatický přepis zpráv.

## Vznik
Na začátku konstrukce Colossu měl tým Maxe Newmana již k dispozici automatizovaný optomechanický systém pojmenovaný „Heath Robinson“, který umožňoval částečný výpočet šifrovacího klíče systému Lorenz SZ. Tento systém ale měl řadu nedostatků. Jedním z vážných problémů byla složitost synchronizace dvou vstupních pásek; v důsledku toho byl přístroj náchylný k chybám a měl nízkou rychlost čtení (do 1000 znaků za sekundu).
Tommy Flowers začal navrhovat Colossus „s čistým štítem“. Přes negativní postoj k elektronkám, rozšířený mezi jeho kolegy, se Flowers rozhodl simulovat celý proces šifrování právě na elektronkách. Došlo k významným změnám oproti systému Heath Robinson: nová architektura byla postavena na modulo 2 aritmetice, používaly se paměťové registry apod.
Vzhledem k tomu, že počet vstupních pásek klesl na jednu, odpadl problém se synchronizací a maximální rychlost čtení se zvýšila na 5000 znaků za sekundu. Kromě toho ve srovnání se strojem Heath Robinson nový stroj pracoval mnohem spolehlivěji. Nový systém se skládal z 1500 elektronek a dokázal dekódovat zprávu za dobu 2–3 hodin.
Brzy se k týmu připojil Allen Coombs (později vedl projekt po Flowersově odchodu) a v létě 1944 byla dokončena nová verze Colossus Mark II, která se skládala z 2500 elektronek a běžela pětkrát rychleji než jeho předchůdce. Charakteristickým rysem této verze byla možnost programování. Coby (semi)programovatelný počítač Colossus Mark II představoval první stroj svého druhu.

## Zánik a zapomenutí
Po druhé světové válce počítače třídy Colossus ztratily využití z důvodu své úzké specializace. Vysoký stupeň utajení nedovolil poskytnout těmto strojům zasloužené místo v síni slávy historie výpočetní techniky, a to až do října 2000, kdy došlo k oficiálnímu odtajnění. Avšak informace o jejich existenci začaly prosakovat na veřejnost již od roku 1970.
Winston Churchill osobně podepsal dekret o zničení strojů, nicméně některé počítače Colossus Mark II pracovaly jako stroje určené pro školení a pomocné úlohy do konce 50. let. V letech 1959–1960 byly zničeny zbývající kopie. Současně byly zničeny všechny výkresy a diagramy použité ke konstrukci.

## Replika stroje
V roce 1994 skupina inženýrů, kterou vedl Tony Sale, začala pracovat na znovupostavení kopie stroje Colossus Mark II na základě dochovaných fotografií, záznamů a svědectví původních účastníků projektu. Obnova probíhala v bloku F v Bletchley Park, v místnosti, kde stál vůbec první Colossus. Rekonstruovaný stroj je nyní součástí sbírek Národního muzea počítačů v Bletchley Park ve městě Milton Keynes.